# Club Deportivo Español (Valladolid)
El Club Deportivo Español fou un antic club de futbol espanyol de la ciutat de Valladolid.
Va ser fundat el 1924 després de la fusió dels clubs Racing Club de Valladolid, Sociedad Española, Rubia FC i San Ildefonso. Vestia amb camisa vermella i pantaló blanc. L'any 1928 es fusionà amb Real Unión Deportiva per formar el Real Valladolid CF.